# آزمایش نفوذ استاندارد

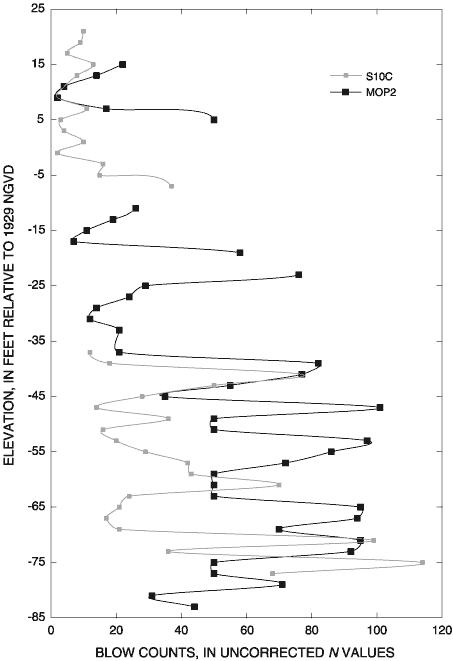
نتایج آزمایش نفوذ استاندارد در منطقه‌ای در جنوب فلوریدا.

آزمایش نفوذ استاندارد (به انگلیسی: Standard penetration test) یا به اختصار اِس. پی. تی (به انگلیسی: SPT) از بررسی‌های ژئوتکنیکی است که برای نمونه‌برداری از خاک و تعیین مشخصات مکانیکی و مهندسی خاک و چینه‌شناسی مورد استفاده قرار می‌گیرد. در این آزمایش یک نمونه‌گیر دوکفه‌ای، که در انتهای لوله حفاری نصب شده است با ضربات یک چکش ۶۲۳ نیوتنی به داخل خاک کوبیده می‌شود.